# 카라수크 문화
카라수크 문화(Karasuk culture)는 약 기원전 1500년~기원전 800년에 시베리아 중남부(알타이산맥과 톈산산맥의 북측)에서 번성한 청동기 시대 후기 문화이다.
그 분포는 선행하는 안드로노보 문화 권역의 동부 일대를 덮으며, 이를 대체한 것으로 보인다. 정착지의 흔적은 드물고 모두 안치실 형태이다. 적어도 2,000개의 유물이 알려져 있다. 주요한 무역 접촉이 중국 북부와 바이칼 지역으로부터 흑해와 우랄 지역까지 이어지며 문화의 균일성에 영향을 미쳤다. 이후 이 지역에는 타가르 문화(Tagar culture)가 들어선다.
경제는 농업과 목축의 혼합이었고, 안드로노보보다 더 이동성이 있었던 것으로 보인다. 정착지는 구덩이집 형태였고, 죽은 이는 돌궤(cist)에 넣고 쿠르간으로 덮은 뒤 사각형 돌 울타리로 둘러쌌다. 카라수크인은 농업뿐 아니라 대규모로 야금술을 행하였으며 비소 청동 유물이 현존한다. 숙련된 금속 세공술의 소유자로서, 문화의 판정 유물은 곡선형 윤곽과 장식된 손잡이가 특징인 청동 단도와 말 굴레이다. 유물의 유사성에서 미루어 볼 때 중국 상나라의 금속 기술이나 스키타이 양식 예술에 영향을 주었을 가능성이 있다.
카라수크 문화의 기원은 복잡하지만 안드로노보 문화와 예니세이 지역 토착 문화의 혼합이라는 것이 일반적으로 받아들여지고 있다. 고고학자들은 이들이 인종적으로 코카소이드 형질을 보였을 것으로 추정한다.

## 같이 보기
- 상나라